# Resonance 2
Resonance 2 è una raccolta del gruppo musicale britannico Anathema. Pubblicata nel 2002, segue Resonance dell'anno precedente.

## Tracce
1. Lovelorn Rhapsody – 5:49
2. Sweet Tears – 4:12
3. Sleepless 96 – 4:31
4. Eternal Rise of the Sun – 6:34
5. Sunset of Age – 6:55
6. Nocturnal Emission – 4:18
7. A Dying Wish – 8:12
8. Hope – 5:54
9. Cries in the Wind – 5:03
10. Fragile Dreams – 5:32
11. Empty – 3:00
12. Nailed to the Cross / 666 – 4:10